# زنگ‌آوای دودی ویلارد
زنگ‌آوای دودی ویلارد (نام علمی: Laniarius willardi) نام یک گونه از سرده زنگ‌آواها است.